# Megaselia exsertacosta
Megaselia exsertacosta är en tvåvingeart som beskrevs av Ronald Henry Lambert Disney 1995. Megaselia exsertacosta ingår i släktet Megaselia och familjen puckelflugor. Inga underarter finns listade i Catalogue of Life.